# Харстад
Харстад (норв. Harstad) — коммуна в губернии Тромс в Норвегии. Административный центр коммуны — город Харстад. Официальный язык коммуны — нейтральный. Население коммуны на 2007 год составляло 23 108 чел. Площадь коммуны Харстад — 371,84 км², код-идентификатор — 1901.

## История населения коммуны
Население коммуны за последние 60 лет.

## Известные жители и уроженцы
- Одд Бёрре — норвежский певец

## Города-побратимы
- Кировск[3]